# قانون اتحادي
القانون الاتحادي هو مجموعة القوانين التي أنشأتها الحكومة الفيدرالية للبلد يتم تشكيل الحكومة الفيدرالية عندما تنضم مجموعة من الوحدات السياسية ; مثل الولايات أو المقاطعات معًا في اتحاد واحد وتفويض سيادتها الفردية والعديد من السلطات إلى الحكومة المركزية مع الاحتفاظ بالسلطات المحدودة الأخرى أو الاحتفاظ بها ونتيجة لذلك , يوجد مستويان أو أكثر من الحكومة داخل منطقة جغرافية محددة.
الجسم القانوني للحكومة المركزية المشتركة هو القانون الاتحادي.
ومن الأمثلة على الحكومات الفيدرالية حكومات أستراليا والبرازيل وكندا وألمانيا وماليزيا وباكستان والهند وروسيا والاتحاد السوفيتي السابق والولايات المتحدة .

## الولايات المتحدة الأمريكية
ينص دستور الولايات المتحدة على حكومة اتحادية تتفوق على حكومات الولايات فيما يتعلق بسلطاتها المذكورة وتشمل هذه السلطات سلطة إدارة الشؤون الدولية والتجارة بين الدول والعملة والدفاع الوطني , بعد الحرب الأهلية الأمريكية والتعديل الرابع عشر يطبق الدستور شرعة الحقوق إلى حكومات الولايات.
التشريع الذي أقره الكونغرس أو الأمر التنفيذي للرئيس أو قرار من المحاكم الفيدرالية بموجب الدستور هو قانون اتحادي.
من خلال نظام الضوابط والتوازنات تتخذ المحكمة العليا قرارات نهائية فيما يتعلق بالقوانين الاتحادية وفيما يتعلق بقضايا محددة معروضة عليها,يتم تدوين القوانين الفيدرالية للولايات المتحدة في قانون الولايات المتحدة .